# Kościół Narodzenia Najświętszej Maryi Panny w Kiełbasinie
Kościół Narodzenia Najświętszej Maryi Panny w Kiełbasinie – rzymskokatolicki kościół parafialny należący do parafii pod tym samym wezwaniem (dekanat Chełmża diecezji toruńskiej).
Jest to świątynia gotycka wzniesiona z 1. połowie XIV wieku, następnie była kilkakrotnie przebudowywana, m.in. w XVII wieku i 1887 roku. Wnętrze jest nakryte pozornym sklepieniem kolebkowym; wyposażenie w stylu  barokowym pochodzi głównie z połowy XVIII wieku, należą do niego m.in. ołtarz główny z około 1730 roku. Do II wojny światowej zawieszony był na wieży świątyni późnogotycki dzwon z 1592 roku odlany „z bożą pomocą" przez Mertena Schmidta z Torunia. Kościół jest jedną z najpiękniejszych wiejskich świątyń Ziemi Chełmińskiej. W 2001 roku wzorowo wyremontowana budowla otrzymała od generalnego konserwatora zabytków tytuł Zabytek Roku 2001.